# Warlincourt Halte British Cemetery
Warlincourt Halte British Cemetery is een begraafplaats gelegen in de Franse plaats Saulty (Pas-de-Calais). De militaire graven worden onderhouden door de Commonwealth War Graves Commission.
De begraafplaats telt 1286 geïdentificeerde graven waarvan 1258 Gemenebest graven uit de Eerste Wereldoorlog and 28 overige graven uit de Eerste Wereldoorlog.